# Pristoceraea
Pristoceraea is een geslacht van vlinders van de familie uilen (Noctuidae), uit de onderfamilie Agaristinae.

## Soorten
- P. albigutta Karsch, 1895
- P. eriopis (Herrich-Schäffer, 1853)